# NGC 297
NGC 297 је елиптична галаксија у сазвежђу Кит која се налази на NGC листи објеката дубоког неба.
Деклинација објекта је - 7° 21' 1" а ректасцензија 0h 54m 58,9s. Привидна величина (магнитуда) објекта NGC 297 износи 15,5 а фотографска магнитуда 16,5.